# 銀シャリ (お笑いコンビ)
銀シャリ（ぎんシャリ）は、吉本興業所属のお笑いコンビ。2005年8月結成。NSC大阪校25期生。日清食品 THE MANZAI2011・2013、キングオブコント2012ファイナリスト、M-1グランプリ2016王者。

## メンバー
鰻 和弘（うなぎ かずひろ、1983年8月31日 - ）（41歳）
主にボケ担当、立ち位置は向かって左。
大阪府八尾市出身、大阪府立清友高等学校（現・大阪府立みどり清朋高等学校）卒業。身長171 cm、血液型A型。既婚。
趣味はオートバイでの一人旅、漫画、河内音頭など。宇宙と風俗が好き。

橋本 直（はしもと なお、1980年9月27日 - ）（44歳）
主にツッコミ担当、立ち位置は向かって右。
兵庫県尼崎市出身、関西学院中学部・高等部、関西学院大学経済学部卒業。身長176 cm、血液型AB型。既婚。
趣味はラーメンの食べ歩き、サッカー、スポーツ観戦、歌、眼鏡集めなど。

## エピソード

### 鰻
- 姉、兄がいる3人兄弟の末っ子。小学生の頃に実父を亡くしている[5]。
- 名字の「鰻」は本名[6]。ウナギを食べてはいけない、という家訓があるため、ウナギは食べられないが、アナゴは食べられる[7]。そうした家訓は、ウナギを食べた先祖が、原因不明の心臓麻痺で亡くなったことに起因しているとのこと。兄は、うなぎパイを食べた直後、泡を吹いて倒れたことがあったという。
- 高校時代の同級生と2015年7月24日（土用の丑の日）に結婚した[8][9]。鰻にとっては、26歳で初めてできた恋人でもあった。プロポーズの言葉は「鰻姓の人は6人しかいないので、7人目の鰻になってください」[10]。2018年6月19日には第一子男児が誕生。鰻は「鰻が産まれました。48.5センチの大きな鰻です。よく動き回り元気です」とコメントした[11]。
- 愛車はCT125・ハンターカブ。かつてはスーパーカブ50を15年以上にわたって愛車としており、2017年に東京へ転居した際も自走した[12][13]。ハンターカブに乗り換えるまでは原付免許のみを有していたが、2022年にAT小型限定二輪免許を取得し、それを契機にハンターカブに乗り換えている[14]。
- 幼少期から漫画を書くのが趣味で、小学校1年生の頃から中学3年生にかけて全54巻に上る漫画を書き続けていた。それが高じて、2014年には1コマ漫画集『どう使うねん』（竹書房）を出版。漫画家の植田まさしからは推薦文の寄稿と、日本漫画家協会入りを勧められている[3]。漫画を書くようになったきっかけは、家が貧乏でゲームを買ってもらえなかったため。自身を主人公としたゲームをする漫画などを書いていた。
- 阪神タイガースのファンで、小学5年生から高校3年生の春まで野球部に所属していた[15]。
- 出身地の八尾市が本場に当たる河内音頭が好きで、2010年10月から河内家菊水丸の一座へ弟子入り。入門志願の際には菊水丸が最も嫌う一派の音頭を（事情を知らないまま）歌ったため、菊水丸から「（親交の深い）たむらけんじ・リンゴ（ハイヒール）を後見人にする」という条件を付けられたという。入門を許された後は、漫才師としての活動のかたわら、1年間弟子として修業。2011年6月15日に、菊水丸から「河内家上り丸（のぼりまる）」の襲名を許された[16]。同月25日に大阪で開かれた菊水丸の「大盆踊りツアー2011出陣式」では、音頭取りデビューを果たしている[17]。
- 第5回BGO上方笑演芸大賞にて映像作品賞を受賞した。受賞作品はよじょう（ガクテンソク）を起用した『四条マンション』（劇場イベントで使用した映像である）[要出典]。
- baseよしもとによる「baseで一番はじける笑顔の持ち主は誰?」コンテストで1位に輝いた[18]。
- 2018年8月20日、約6000人の中から6次審査まである吉本坂46の最終オーディションに合格し、メンバー（1期生）に選ばれた[19]。
- 現在のコンビ以前はジョージ（現・ガチャガチャ）とコンビを組んでいたが、ジョージがアルバイト中心の生活となったため解散している[20]。

### 橋本
- 学生時代はアメリカンフットボール部に所属していた。中学時代にはタッチ・フットボール部で日本一になった経験を持つ[4][21]。
- 幼稚園から中学3年生までは兵庫県尼崎市、中学3年生から26歳頃までは兵庫県伊丹市で過ごす。2016年には尼崎市政100周年を記念したイベントで「市制100周年1日PR大使」を務めた[22]。また、2017年には18人目の伊丹大使に就任した[23]。
- 2023年6月9日、関西テレビのバラエティ番組『よ〜いドン!』の生放送の中で、一般女性と結婚したことを報告した[24]。翌10日、結婚相手が元静岡第一テレビアナウンサーの鳥越佳那（静岡のローカル番組『まるごと』で共演していた）であることが明らかになった[25]。
- 2020年「第33回 日本メガネベストドレッサー賞」の芸人部門に“よしもとメガネ選抜”として選出された[26]。
- 2021年3月19日、片側顔面痙攣の手術により一旦休養を発表した[27]。4月20日、仕事復帰を報告[28]。
- 星野源の大ファンで[29]、近年は星野のイベントでMCを担当することもある[30]。
- 現在のコンビ以前は同期の安井まさじとコンビ「ビールズ」として活動していたが、方向性の違いにより解散[31]。
- ツッコミテクニックを披露する場が少ないため、2022年からは『ゴッドタン』において「銀シャリ橋本のテクニックを抜いてあげよう」という企画が半年に1回のペースで放送されている[32]。

### コンビ
- NSC大阪校25期出身。NSCの同期だったが在校中は交流がなく、卒業後も別々に活動していた[33]。お互いの解散時期が重なった時に、橋本の元相方であった安井が仲の良かった鰻に橋本を紹介した事がきっかけで2005年にコンビを結成した[31][34]。
  - 安井に橋本の連絡先を聞いた鰻が橋本を食事に誘ってコンビ結成を持ちかけたが、橋本は既に3人の相方候補と月替わりでコンビを組む予定になっていた。橋本がトイレに行っている間に会計を済ませた鰻が、食事代を奢る代わりに1番目に試させて欲しいと頼んで仮コンビとなった。最初の練習がお互いに楽しく、そのまま正式にコンビ結成[34]。
  - 結成当初は、鰻が自宅の八尾から橋本の地元の伊丹まで約40kmを原付で通ってネタ合わせしていた[34]。
- コンビ名の由来は、お互い20個ずつコンビ名候補を出し合った結果たまたま1つだけかぶったため決定されたものの、橋本案の「銀シャリ」にするか鰻案の「銀しゃり」にするかで数時間揉めた[34]。
- 一時は鰻がひとまずボケまくり、橋本がまとめてツッコんでいくスタイルの漫才をよく披露していた。現在では細かくボケとツッコミを重ねる正統派ネタや、途中でボケとツッコミが入れ替わるネタを主力にしている。芸風は基本的に漫才で、主にしゃべくり漫才を行う。漫才をする時は青いジャケットを着ている。『M-1グランプリ2010』決勝戦では「古風の漫才師」と紹介され、西川きよしからメッセージが送られた[35][36]。
- トレードマークの青いジャケットはコンビ結成1年後くらいから着始めたが、当時は揃いの衣装を着たコンビが珍しく最初の舞台は衣装だけでネタに入れないくらい爆笑された[37]。
- baseよしもと→5upよしもとへ出演していたが、2013年2月に卒業した。
- 2016年12月4日、『M-1グランプリ2016』で3大会連続の決勝戦進出。「ドレミのうた」のネタでファーストラウンドを1位で突破、最終決戦は和牛、スーパーマラドーナを含む3組で争うこととなった。最終決戦ではうんちくネタ（雑学ネタ）を披露し、審査員から5票中3票を獲得し、優勝を成し遂げた[38]。
- 『M-1』優勝後の翌年、2017年4月に東京進出。『M-1』優勝や東京進出の影響でギャラが4倍になった[39]。『M-1』優勝前から関西中心に仕事量が既に多かったため、優勝前後で増えた仕事量は1.75倍くらいと語っている[40]。
- 2021年1月5日、なんばグランド花月で行われた本公演にて初めてトリを務めた[41]。

## 出囃子
- 筋肉少女帯「日本の米」
- 星野源「Crazy Crazy」

## 賞レース成績・受賞歴など

### M-1グランプリ
| 年     | 結果       | エントリーNo. | 決勝戦キャッチコピー       | 備考                       |
| ------ | ---------- | ------------- | -------------------------- | -------------------------- |
| 2005年 | 2回戦敗退  | 472           |                            |                            |
| 2006年 | 準決勝敗退 | 400           |                            |                            |
| 2007年 | 3回戦敗退  | 4198          |                            |                            |
| 2008年 | 準決勝敗退 | 260           |                            |                            |
| 2009年 | 準決勝敗退 | 4581          |                            |                            |
| 2010年 | 決勝5位    | 4792          | 昭和をまとった新世代       |                            |
| 2015年 | 決勝2位    | 1928          | 昭和をまとった新世代 再び! | ファーストラウンド 3位通過 |
| 2016年 | 優勝       | 1949          | 王道漫才                   | ファーストラウンド 1位通過 |

### その他
- 2002年 平成14年度ワッハ上方アマチュア演芸コンクール 敢闘賞（橋本）
- 2007年 第28回ABCお笑い新人グランプリ 新人賞
- 2008年 第29回ABCお笑い新人グランプリ 優秀新人賞[46]
- 2008年 笑いの超新星 新人賞
- 2009年 第30回ABCお笑い新人グランプリ 優秀新人賞
- 2009年 第39回NHK上方漫才コンテスト 優秀賞
- 2010年 第40回NHK上方漫才コンテスト 優勝
- 2010年 平成22年度NHK新人演芸大賞 演芸部門 本選進出
- 2011年 第46回上方漫才大賞 新人賞
- 2011年 日清食品 THE MANZAI 2011 決勝大会敗退
- 2012年 キングオブコント2012 決勝7位 決勝キャッチコピー「コントで魅せる漫才魂」
- 2012年 平成24年度NHK新人演芸大賞 演芸部門 本選進出
- 2013年 第2回ytv漫才新人賞 優勝
- 2013年 日清食品 THE MANZAI 2013 決勝大会敗退
- 2016年 第51回上方漫才大賞 奨励賞
- 2025年 第60回上方漫才大賞 大賞

## 出演番組

### テレビ
現在のレギュラー番組
- ごきげんライフスタイル よ〜いドン!（関西テレビ、2012年2月13日 - ）- コーナーレギュラー、2017年4月からは金曜日レギュラー
- 銀シャリ橋本の〇〇WORLD（eo光テレビ、2021年1月4日 - ） - MC（橋本のみ）
- ガッツ100%テレビ 〜笑いと愛が企業を救う〜（BSよしもと、2022年4月22日 - ） - 準レギュラー（鰻のみ）
- 世界の何だコレ!?ミステリー（フジテレビ、2023年1月18日 - ） - 準レギュラー（鰻のみ）
- Blah!Blah!Blah!「銀シャリのハガキ職人全員芸人」 （BSよしもと・Lemino、 2023年4月18日 - ）

過去のレギュラー番組
- 鉄筋base → 炎上base（関西テレビ、2008年4月15日 - 2010年3月19日）
- ロケみつ（毎日放送、2008年10月16日 - 2009年1月8日・5月14日） - 「銀シャリ・鰻和弘の101匹わんちゃんブログ旅」・「銀シャリ・鰻和弘の101球王ちゃんホームランブログ旅」のコーナーを担当（鰻のみ）
- 銀シャリのbaseベイベー → 銀シャリの無限大ベイベー → 銀シャリの5upベイベー（GAORA、2009年4月8日 - 2012年3月4日）
- レッドカーダ! → 特命レッドカーダ!（テレビ大阪、2010年11月21日 - 2011年3月20日） - 2011年1月からは準レギュラー
- 20マウス（TBS、2011年4月20日 - 9月21日）
- わっしょい!5up（朝日放送テレビ、2011年5月14日 - 2012年3月25日）
- 銀シャリ×藤崎マーケットの◎本の矢（関西テレビ、2011年10月6日 - 12月22日）
- あしたモテ期にな〜れ! てるてるモテるちゃん → もってる!? モテるくん（読売テレビ、2012年1月21日 - 2013年2月23日）
- SHINPUU2 ジャルジャル×銀シャリ ヤバイブル〜キセキの危機回避マニュアル〜（関西テレビ、2012年4月5日 - 6月28日）
- 頭脳回転ずしQ兵衛（関西テレビ、2012年11月5日 - 12月10日・29日） - 常連客チーム
- 週末応援ナビ☆あほやねん!すきやねん! → 学校再発見バラエティー あほやねん すきやねん（NHK大阪、2013年4月6日 - 2016年3月19日）
- ノリで行こう!!（福岡放送、2013年10月2日 - 2014年3月26日）
- 探偵!ナイトスクープ（朝日放送テレビ、2013年10月18日 - 2023年3月31日） - レギュラー（橋本のみ）
- おはよう朝日です（朝日放送テレビ、2014年4月4日 - 2017年3月31日） - 金曜日レギュラー（鰻のみ）
- ちちんぷいぷい（毎日放送、2015年4月1日 - 2017年3月29日） - 「銀シャリのブラリ...言われましても?」→「銀シャリのいっしょに帰ろ!」→「銀シャリの駅前パトロール!」のコーナーを担当
- 銀シャリの木曜The NIGHT（AbemaTV、2017年7月7日 - 28日）
- なるみ・岡村の過ぎるTV（朝日放送テレビ、2017年3月6日 - 2021年5月31日） - 準レギュラー（鰻のみ）
- PON!（日本テレビ、2017年4月3日 - 2018年9月25日） - 火曜日芸人リポーター
- 液体グルメバラエティー たれ（テレビ東京、2017年7月11日 - 9月12日）
- 銀シャリのシャリのおとも（とちぎテレビ、2019年1月7日 - 2019年3月25日）- MC、関東で初となる冠レギュラー番組
- 雨上がりの「Aさんの話」〜事情通に聞きました!〜（朝日放送テレビ）- 不定期出演
- ガリゲル（読売テレビ、2017年5月6日 - 2019年9月28日） - ガリゲルファミリー
- 林先生が驚く初耳学!（毎日放送、2017年10月 - 2019年9月） - 初耳学レギュラー出題者（主にグルメロケ担当）
- まちけん参上!（NHK大阪、2016年4月10日 - 2020年3月24日） - MC
- まるごと（静岡第一テレビ、2019年4月8日 - 2023年3月27日）-「銀シャリの旅はナビまかせ」→「旅は旅ナビまかせ」→「銀シャリサーチ」のコーナーを担当

- タイチサン!（東海テレビ、2020年2月2日 - 2024年3月31日） - 準レギュラー[53]
- サタデープラス（毎日放送、2020年4月4日 - 2023年9月30日） - 準レギュラー
- 銀シャリの城ドラやらへん?（BSよしもと、2023年8月8日 - 2024年1月23日）[54]
- ちょいバラ「吾輩は芸人である。」（朝日放送テレビ、2024年6月30日 - 7月28日・11月30日・2025年3月31日）- MC（橋本のみ）[55]

#### 特別番組
＊MCもしくはメインキャスト
- 外国人記者も絶賛!?ワールド映え通信社（仙台放送・福島テレビ・さくらんぼテレビ、2020年3月14日 - 2023年3月18日） - MC
- 超絶神業!マジックバトル（NHK総合、2020年8月12日 - ） - MC
- うなぎのぼりLAB 〜人が集まる場所に何がある?〜（NHK総合、2025年1月11日 - ） - MC（鰻のみ）

### ラジオ
現在のレギュラー番組
- 銀シャリのオールナイトニッポン おトぎばなし → オールナイトニッポンPODCAST 銀シャリのおトぎばなし（ニッポン放送 PODCAST STATION、2021年3月 - ）毎週水曜18:00配信
- 銀シャリのおむすびラジオ（RKBラジオ他、2021年4月 - ）
- 酉と鰻とうらナイト（MBSラジオ、2021年6月 - ）鰻のみ 毎週水曜26:00 - 26:30→2021年10月から毎週金曜25:30 - 26:00
- 橋本直と鈴木真海子のCROSSPOD（ニッポン放送。2022年11月10日 - ）橋本のみ
- 火曜喋るズ「橋本・奥田の銀銀学学」（2025年1月7日 - 、TOKYO FM） - 橋本のみ

過去のレギュラー番組
- オンスト（YES-FM）水曜日担当
- baseよしもと ナマワラb（ラジオ大阪）水曜日担当
- 5upよしもと ガチモリ（ラジオ大阪）水曜日担当
- 銀シャリの炊きたてふっくらじお（KBS京都ラジオ、2010年10月7日 - 2017年4月2日）
- 銀シャリのほくほくマネーラジオ（ニッポン放送、2019年10月 - 2020年12月）
- 石田靖と銀シャリ橋本直の伊丹大使ラジオ! → 石田靖と銀シャリ橋本直の伊丹大使ラジオ+（エフエムいたみ、2021年4月 - 2023年3月）橋本のみ 第3土曜日担当

過去の出演
- キングコングのほにゃらじお（ABCラジオ）
- 銀シャリのオールナイトニッポン（ニッポン放送、2017年1月4日、2018年1月3日、2019年4月9日）
- コラボレートニッポン『まんがあるあるLaboratory』ebookjapanとのコラボ企画（ニッポン放送、2021年2月1日 - 26日、月 - 金曜）
- ALL The Feels (NACK5、2024年5月27日 - 30日) - 週替わりセレクター

### Web
過去のレギュラー番組
- 木曜The NIGHT（AbemaTV、2017年7月）
- 情報プリンセス 銀シャリ宮殿（GYAO!、2017年8月 - 10月）
- 情報プリンセス 銀シャリ宮殿 シーズン2（GYAO!、2018年3月 - 5月）

過去の出演
- モノボケBATTLE（2010年、エイチ・アイ・エス関西）
- 今夜、釈明しますm(_ _)m（2017年6月24日、AbemaTV SPECIAL2チャンネル）
- 石橋貴明プレミアム（2020年7月10日 コンビ、2021年3月20日 鰻のみ、ABEMA）

### CM
- エイチ・アイ・エス  初夢フェア（2010年）
- Indeed CMオンエアバトル[68]「コンビニ」篇、「居酒屋」篇、「アパレル」篇（2019年12月）[69]
- 総務省、国内コード決済統一規格「JPQR」普及事業（2020年）[70]
- ライフネット生命 (2020年10月 - 12月) - 毎日放送「サタデープラス」内CM[71]

## DVD
- ギンギラ銀にシャリげなく （ASIN B0043XXL7O、2010年12月28日）

## 単独ライブなど
銀シャリの単独ライブのタイトルは、かつての人気番組（現在、放送中の番組も含む）をもじったものであることが多い。単独ライブのオリジナルグッズは鰻がデザインしている。
2007年
- 7月16日 - 「銀シャリだ・ヨ!全員集合」（baseよしもと/大阪）

2008年
- 7月12日 - 「銀ちゃんのドンとやってみよう!」（baseよしもと/大阪）
- 11月1日 - 「ウナチャンナオチャンの誰がやらねば!」（baseよしもと/大阪）

2009年
- 2月28日 - 「銀シャリの生でダラダラいかせて!!」（baseよしもと/大阪）
- 4月25日 - 「俺たちひょうぎん族」（baseよしもと/大阪）
- 6月20日 - 「銀シャリアワー　握っていいとも!」（baseよしもと/大阪）
- 9月20日 - 銀シャリ30分漫才だけのライブ「あっぱれ!漫才」（baseよしもと/大阪）

2010年
- 3月 - 「銀覚自」（baseよしもと/大阪）
- 8月 - 「ギンギラ銀にシャリげなく」（ルミネtheよしもと/東京）
- 10月11日 - 銀シャリDVD収録イベント「ギンギラ銀にシャリげなくin神戸」（Art Theater dB KOBE/神戸）

2011年
- 3月 - 「シャリリーマン銀太郎」（5upよしもと/大阪）
- 7月 - 「ギン肉マン」（5upよしもと/大阪）

2012年
- 6月 - 「銀田一シャリ年の事件簿」（5upよしもと/大阪、SUNSHINE STUDIO/名古屋、ルミネtheよしもと/東京）

2013年
- 8月 - 「SAMURAI BLUE JACKET」（ABCホール/大阪、きゅりあん小ホール/東京）

2014年
- 5月24日 - 「漫才使いシャリー」（ビブレホール/福岡）
- 6月27日 - 「漫才使いシャリー」（ルミネtheよしもと/東京）
- 7月13日 - 「漫才使いシャリー」（ABCホール/大阪）

2015年
- 2月28日 - 「新米寄席」（道頓堀ZAZA POCKET'S/大阪）
- 3月29日 - 「新米寄席」（道頓堀ZAZA POCKET'S/大阪）
- 4月20日 - 「新米寄席」（道頓堀ZAZA POCKET'S/大阪）
- 5月23日 - 「新米寄席」（道頓堀ZAZA POCKET'S/大阪）
- 7月10日 - 銀シャリ10周年記念ライブ「10周年もギンギラ銀にシャリげなく」（なんばグランド花月/大阪）
- 8月23日 - 銀シャリ10周年記念ライブ「10周年もギンギラ銀にシャリげなく」（ルミネtheよしもと/東京）
- 09月15日 - 「新米寄席」（道頓堀ZAZA HOUSE/大阪）

2016年
- 2月2日 - 「うなちゃんなおちゃんのごきげんライブ」ゲスト：菅良太郎・尾形貴弘（パンサー）、シソンヌ（よしもと♾ホール/東京）
- 3月1日 - 「新米寄席」（道頓堀ZAZA POCKET'S/大阪）
- 3月15日 - 「うなちゃんなおちゃんのごきげんライブ」ゲスト：川原克己（天竺鼠）、バイク川崎バイク、鬼越トマホーク（よしもと♾ホール/東京）
- 4月5日 - 「うなちゃんなおちゃんのごきげんライブ」ゲスト：ニューヨーク、サルゴリラ（よしもと♾ホール/東京）
- 4月19日 - 「新米寄席」（道頓堀ZAZA POCKET'S/大阪）
- 4月23日 - 「銀シャリ食堂 〜旬のネタとコーナーを添えて〜」ゲスト：スーパーマラドーナ、和牛、ニューヨーク（ルミネtheよしもと/東京）
- 5月10日 - 「うなちゃんなおちゃんのごきげんライブ」ゲスト：しずる、囲碁将棋（よしもと♾ホール/東京）
- 5月24日 - 「新米寄席」（道頓堀ZAZA POCKET'S/大阪）
- 6月14日 - 「うなちゃんなおちゃんのごきげんライブ」ゲスト：向井慧（パンサー）、GAG（よしもと∞ホール/東京）
- 6月19日 - 「銀シャリ食堂 〜旬のネタとコーナーを添えて〜 二夜目」ゲスト：さらば青春の光、しずる、三四郎（ルミネtheよしもと/東京）
- 7月21日 - 「逆襲のシャリ」（なんばグランド花月/大阪）
- 8月16日 - 「逆襲のシャリ」（ルミネtheよしもと/東京）
- 9月13日 - 「うなちゃんなおちゃんのごきげんライブ」ゲスト：チョコレートプラネット、インポッシブル（よしもと♾ホール/東京）
- 10月1日 - 「銀シャリ食堂 〜旬のネタとコーナーを添えて〜 三夜目」ゲスト：ハマカーン、ジャルジャル 、ななまがり（ルミネtheよしもと/東京）
- 10月11日 - 「うなちゃんなおちゃんのごきげんライブ」ゲスト：プラス・マイナス、ライス（よしもと♾ホール/東京）

2017年
- 1月14日 - 「銀シャリ食堂 〜旬のネタとコーナーを添えて〜 四夜目」ゲスト：かもめんたる、アキナ 、ガクテンソク（ルミネtheよしもと/東京）
- 2月28日 - 「うなちゃんなおちゃんのごきげんライブ」ゲスト：2700、ななまがり（よしもと♾ホール/東京）
- 3月12日 - 「銀シャリ食堂 〜旬のネタとコーナーを添えて〜 五夜目」ゲスト：ラバーガール、トレンディエンジェル、シソンヌ（ルミネtheよしもと/東京）
- 4月25日 - 「うなちゃんなおちゃんのごきげんライブ」ゲスト：田畑藤本、アイロンヘッド（よしもと♾ホール/東京）
- 5月21日 - 「銀シャリ食堂 〜旬のネタとコーナーを添えて〜 六夜目」ゲスト：アルコ&ピース、ライス、コマンダンテ（ルミネtheよしもと/東京）
- 5月31日 - 「うなちゃんなおちゃんのごきげんライブ」ゲスト：和牛、アインシュタイン（YES THEATER/大阪）
- 6月27日 - 「うなちゃんなおちゃんのごきげんライブ」ゲスト：はんにゃ、コロコロチキチキペッパーズ（よしもと♾ホール/東京）
- 10月24日 - 「うなちゃんなおちゃんのごきげんライブ」ゲスト：瀬下豊（天竺鼠）、田渕章裕（インディアンス）、デニス（よしもと♾ホール/東京）
- 2017全国ツアー「優勝してもギンギラ銀にシャリげなく」
  - 8月13日 - ターミナルプラザことにパトス/札幌
  - 8月19日 - 北文化劇場/名古屋
  - 9月1日 - なんばグランド花月/大阪
  - 9月10日 - イムズホール/福岡
  - 9月29日 - ルミネtheよしもと/東京

2018年
- 2月20日 - 「うなちゃんなおちゃんのごきげんライブ」ゲスト：マヂカルラブリー、男性ブランコ（よしもと♾ホール/東京）
- 4月17日 - 「うなちゃんなおちゃんのごきげんライブ」ゲスト：ダイタク、ランパンプス（よしもと♾ホール/東京）
- 6月24日 - 「銀シャリ食堂 〜旬のネタとコーナーを添えて〜 七夜目（北千住店）」ゲスト：さらば青春の光、ミキ、ゆにばーす（THEATER1010/東京）
- 2018全国ツアー「THE GREATEST SHARIMAN」
  - 9月8日 - 西鉄ホール/福岡
  - 9月15日 - 丸の内・東建ホール/名古屋
  - 10月7日 - 新神戸オリエンタル劇場/神戸
  - 11月11日 - ゲバントホール/広島
  - 11月24日 - 日立システムズホール シアターホール/仙台
  - 11月25日 - ターミナルプラザことにパトス/札幌
  - 12月21日 - なんばグランド花月/大阪
  - 12月24日 - 新潟市民プラザ/新潟
  - 12月27日 - よみうりホール/東京

- シャリラボ
  - 4月30日 - 新宿文化センター小ホール/東京
  - 7月5日 - YES THEATER/大阪

2019年
- 5月5日 - 「銀シャリ食堂 〜旬のネタとコーナーを添えて〜 八夜目（名古屋店）」ゲスト：アキナ 、見取り図（ウインクあいち/名古屋）
- 2019全国ツアー「まシャかリかついだ銀太郎」
  - 8月11日 - 神戸ポートオアシス/神戸
  - 8月31日 - 石川県文教会館/金沢
  - 9月8日 - 東建ホール・丸の内/名古屋
  - 9月14日 - 名取市文化会館 中ホール/仙台
  - 9月21日 - よみうりホール/東京
  - 10月6日 - アステールプラザ 中ホール/広島
  - 10月12日 - 香川県教育会館ミューズホール/高松
  - 10月22日 -札幌市教育文化会館小ホール/札幌
  - 10月26日 - パピヨン24ガスホール/福岡
  - 11月17日 - エル・おおさか エル・シアター/大阪

2020年
- 10月8日 - 銀シャリの「銀シャべくリ食堂」ゲスト：オズワルド、ストレッチーズ、キュウ、赤もみじ（紀伊國屋ホール/東京）

2021年
- 8月9日 - 「銀シャリ食堂 〜旬のネタとコーナーを添えて」ゲスト：マヂカルラブリー、ニューヨーク、ランジャタイ（紀伊國屋サザンシアター TAKASHIMAYA/東京）
- 10月5日 - 「銀シャリ秋の収穫祭〜新米ネタ&おむすびトーク〜」（よしもと有楽町シアター/東京）
- 11月28日 - 「銀シャリ食堂 〜旬のネタとコーナーを添えて」ゲスト：すゑひろがりず、かが屋、東京ホテイソン（紀伊國屋ホール/東京）

2022年
- 5月1日 - 「銀シャリ春の収穫祭〜新米ネタ&おむすびトーク〜」（よしもと有楽町シアター/東京）
- 8月3日 - 「銀シャリ食堂 〜ネタとコーナーを添えて」ゲスト：相席スタート、ロングコートダディ、オズワルド、モグライダー（草月ホール/東京）
- 8月23日 - 「銀シャリ夏の収穫祭〜新米ネタ&おむすびトーク〜」（よしもと有楽町シアター/東京）

2023年
- 2月23日 - 「銀シャリ食堂〜ネタとコーナーを添えて〜」ゲスト：ビスケットブラザーズ、空気階段、ランジャタイ（浅草公会堂／東京）
- 2023全国ツアー「不思銀の国のシャリス」
  - 4月15日 - 仙台市シルバーセンター交流ホール/仙台
  - 4月30日 - 石川県文教会館/金沢
  - 6月10日 - よしもと福岡ダイワファンドラップ劇場/福岡
  - 6月25日 - 共済ホール/札幌
  - 7月15日 - 御園座/名古屋
  - 8月6日 - えんてつホール/浜松
  - 8月26日 - 高知県立県民文化ホール　グリーンホール/高知
  - 9月10日 - 東広島芸術文化ホール　くらら大ホール/東広島
  - 10月27日 - なんばグランド花月/大阪
  - 11月23日 - 有楽町よみうりホール/東京

### 産地直送漫才〜47都道府県巡り〜
2019年4月〜（2020年3月以降、新型コロナウイルス感染拡大のため休止後、2022年10月再開）
2019年
- 4月28日 長崎県（長崎市市民生活プラザホール
- 5月26日 山口県（下関市民会館 中ホール）
- 6月30日 秋田県（秋田Club SWINDLE）
- 7月28日 静岡県（静岡市清水文化会館・小ホール）
- 8月18日 滋賀県（近江八幡市文化会館・小ホール）
- 9月29日 茨城県（常陽藝文センター 常陽藝文ホール）
- 10月27日 大分県（大分T.O.P.S Bitts HALL）
- 11月24日 島根県（松江B1）
- 12月15日 福井県（福井まちなか文化施設・響のホール）

2020年
- 1月26日 香川県（サンポートホール高松　第２小ホール）
- 2月23日 和歌山県（メディア・アート・ホール）

2022年
- 10月9日 千葉県（よしもと幕張イオンモール劇場）
- 11月20日 埼玉県（大宮ラクーンよしもと劇場）
- 12月18日 広島県（広島YMCA国際文化センター 国際文化ホール）

2023年
- 1月29日 新潟県（新潟県民会館 小ホール）
- 2月26日 鹿児島県（南日本新聞会館 みなみホール）
- 3月12日 青森県（ねぶたの家ワ・ラッセ　イベントホール）
- 4月23日 京都府（よしもと祇園花月）
- 5月28日 徳島県（小松島市サウンドハウスホール　ミリカホール）
- 6月18日 福岡県（いわき芸術文化交流館　アリオス小劇場）

## 出版

### 書籍
- 鰻和弘『どう使うねん』竹書房、2014年。ISBN 978-4801900950。 - 1コマ漫画集
- 橋本直『細かいところが気になりすぎて』鰻和弘（マンガ）、新潮社、2024年10月。ISBN 978-4-10-355851-4。 - エッセイ集

### 新聞・雑誌執筆
- 日刊スポーツ西日本 「お笑い7Days」（2009年8月 - 12月 最終面テレビ面 Span!と隔週）
- 毎日新聞大阪版夕刊コラム（月1回）「銀シャリのしゃシャリでてすみません」文：橋本、イラスト：鰻（2017年4月 - ）[82][83]
- 鰻：ESSE「うなぎ家の稚魚」4コマ漫画（2019 年1月号 - 2020年12月号 ）[84]